# うきうきワイド こんにちワ神谷明です
うきうきワイド こんにちワ神谷明です（うきうきワイド こんにちワかみやあきらです）はTBSラジオ（当時は東京放送のラジオ部門）で放送されていた朝のワイドラジオ番組。

## 放送期間
- 1980年10月6日 - 1981年10月2日

## メインパーソナリティ
- 神谷明 （声優）

## 放送時間
- 毎週月曜日～金曜日 9:15 - 11:05

## 番組内タイムテーブル
- 9:15　クイズで街からこんにちワ
- 9:25　うきうきポスト
- 9:35　ラジオ身の上相談
- 9:45　神谷助教授のうきうき研究室
- 9:55　交通ニュース
- 10:00　秋山ちえ子の談話室
- 10:10　ミュージック・オン・テーブル
- 10:20　ママぼくわたしのうきうき伝言
- 10:30　東食ミュージックプレゼント
- 11:00　TBSニュース、『クイズで街からこんにちワ』当選者発表